# Divača–Koper-vasútvonal
A Divača–Koper-vasútvonal egy 50 km hosszú, normál nyomtávolságú, egyvágányú, 3000 V egyenárammal villamosított vasútvonal Szlovéniában Divača és Koper között.

## Forgalom
A vasútvonalon az alábbi viszonylatok haladnak keresztül:
- Intercity: Maribor - Pragersko - Celje - Ljubljana - Borovnica - Postojna - Divača - Hrpelje-Kozina - Koper
- Intercity: Ljubljana - Borovnica - Postojna - Divača - Hrpelje-Kozina - Koper
- Regionalni vlak (Regionális vonat): Ljubljana - Borovnica - Postojna - Divača - Rodik - Hrpelje-Kozina - Presnica - Koper
- Regionalni vlak (Regionális vonat): (Sezana -) Divača - Rodik - Hrpelje-Kozina - Presnica - Crnotice - Hrastovlje - Koper
- Regionalni vlak (Regionális vonat): Divača - Rodik - Hrpelje-Kozina - Presnica - Podgorje - Zazid - Rakitovec

Továbbá sok tehervonat is közlekedik a Koperi kikötő felé.

## Második vágány
A vasútvonal második vágányát részben teljesen új, 27 km hosszú nyomvonalon építik. Az új pálya építése 2021 májusában kezdődött, a befejezést 2026-ra tervezik. Tizenegy jelentős műtárgy épül, három vidaukt és az új pálya hosszának háromnegyed részét kitevő nyolc alagút.  A tervezett pályasebesség 160 km/h. 

## Állomások galériája

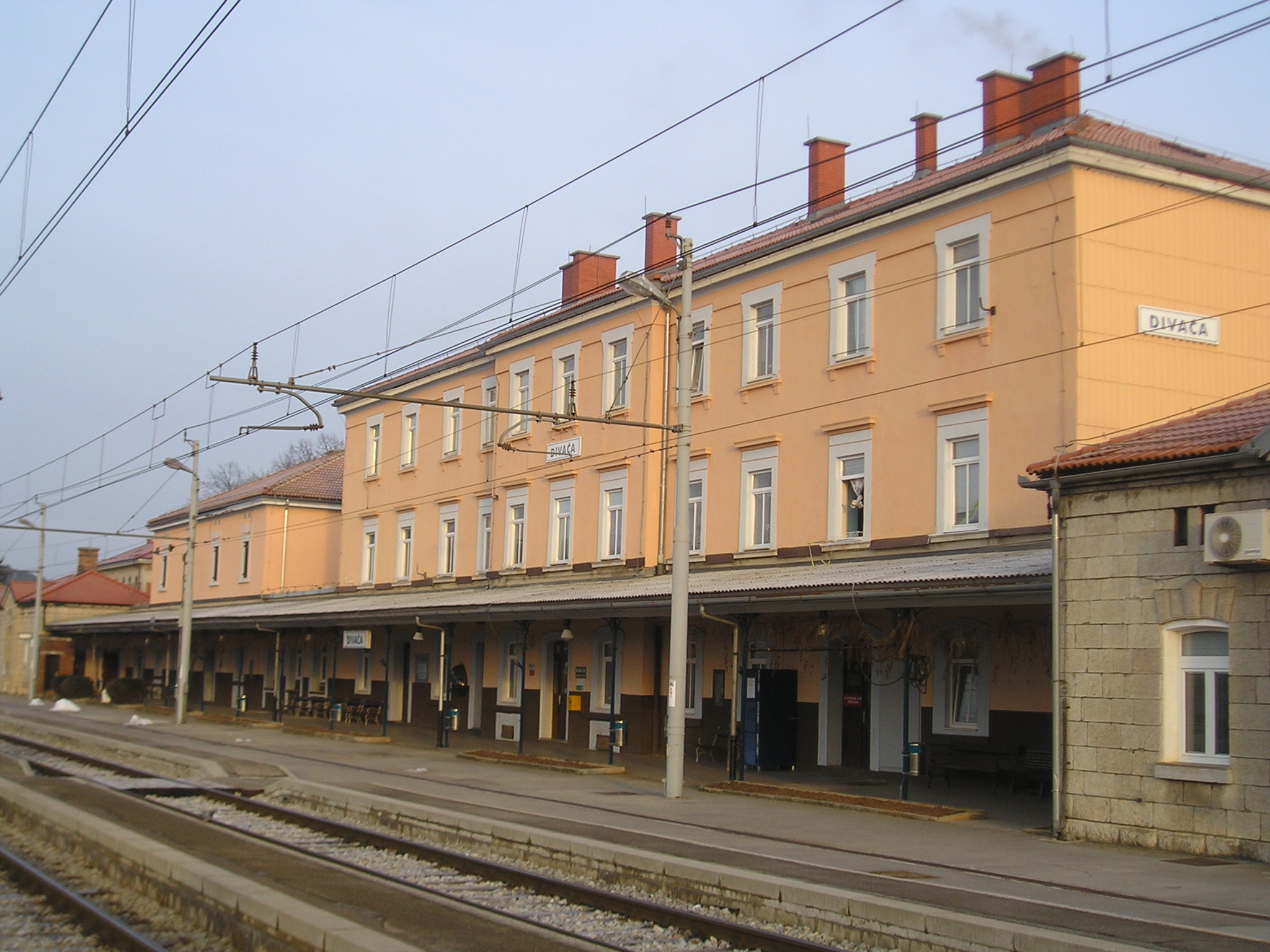
Divaca vasútállomás 2010-ben
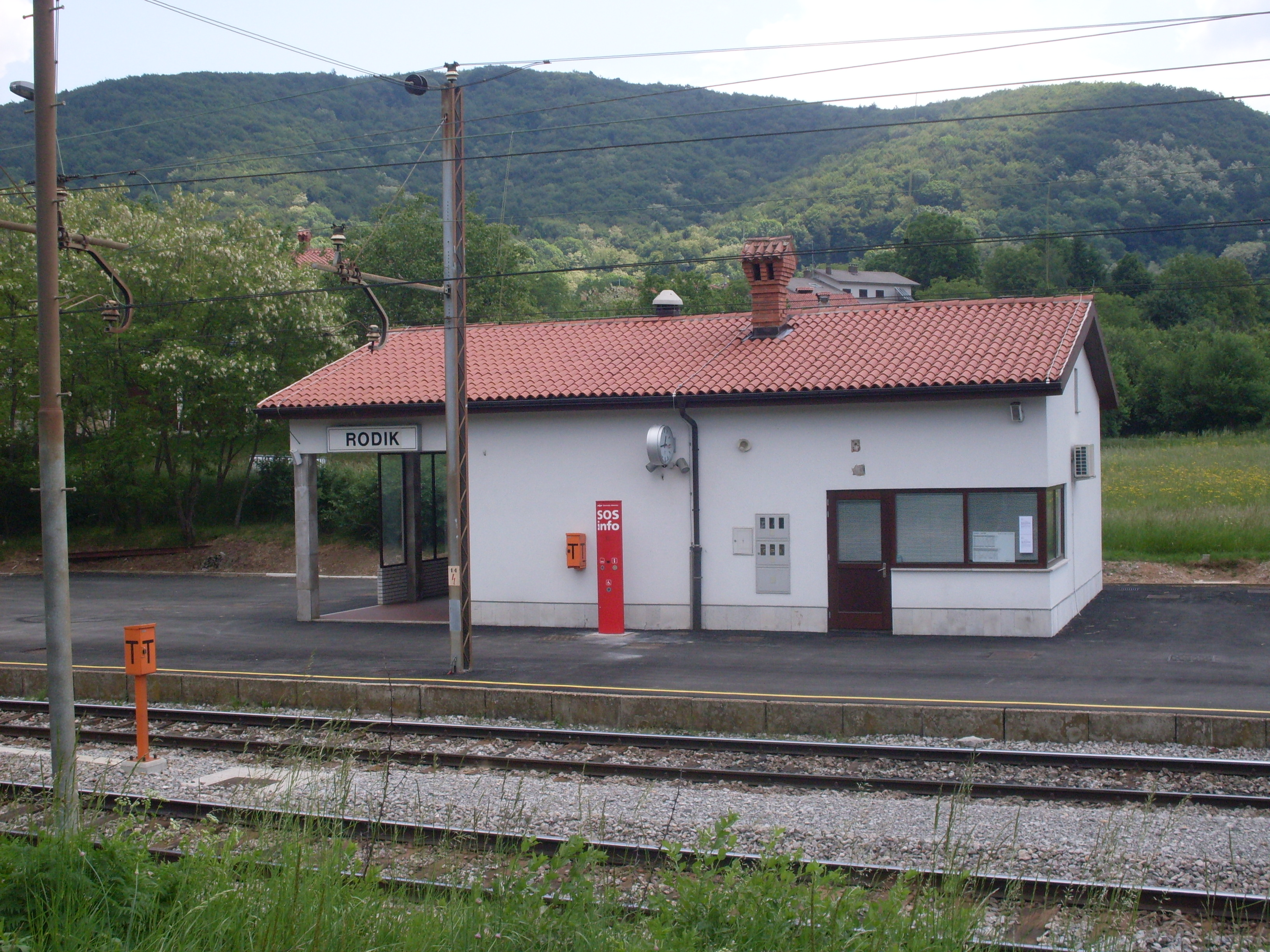
Rodik  vasútállomás 2011-ben
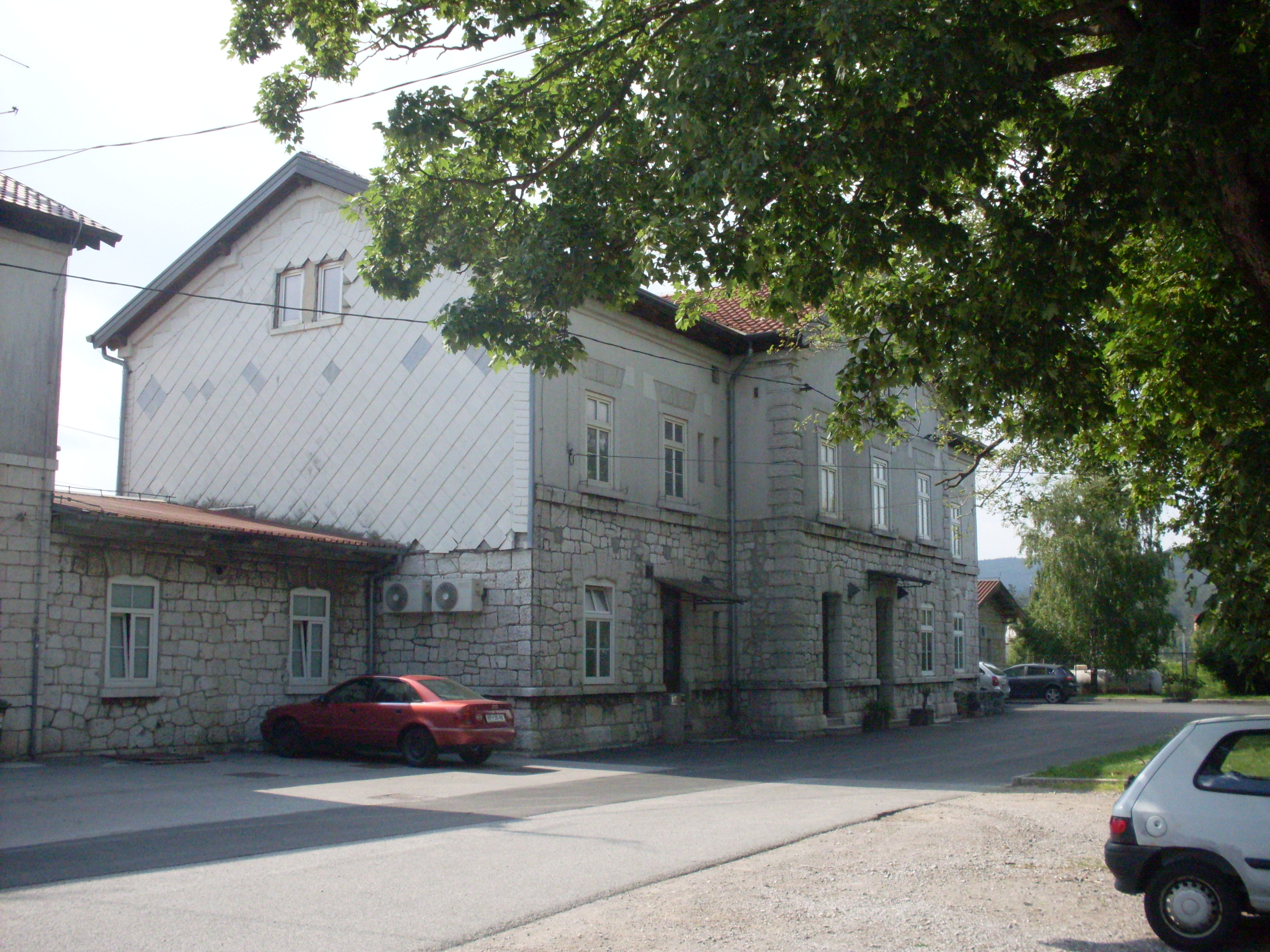
Hrpelje-Kozina vasútállomás 2011-ben
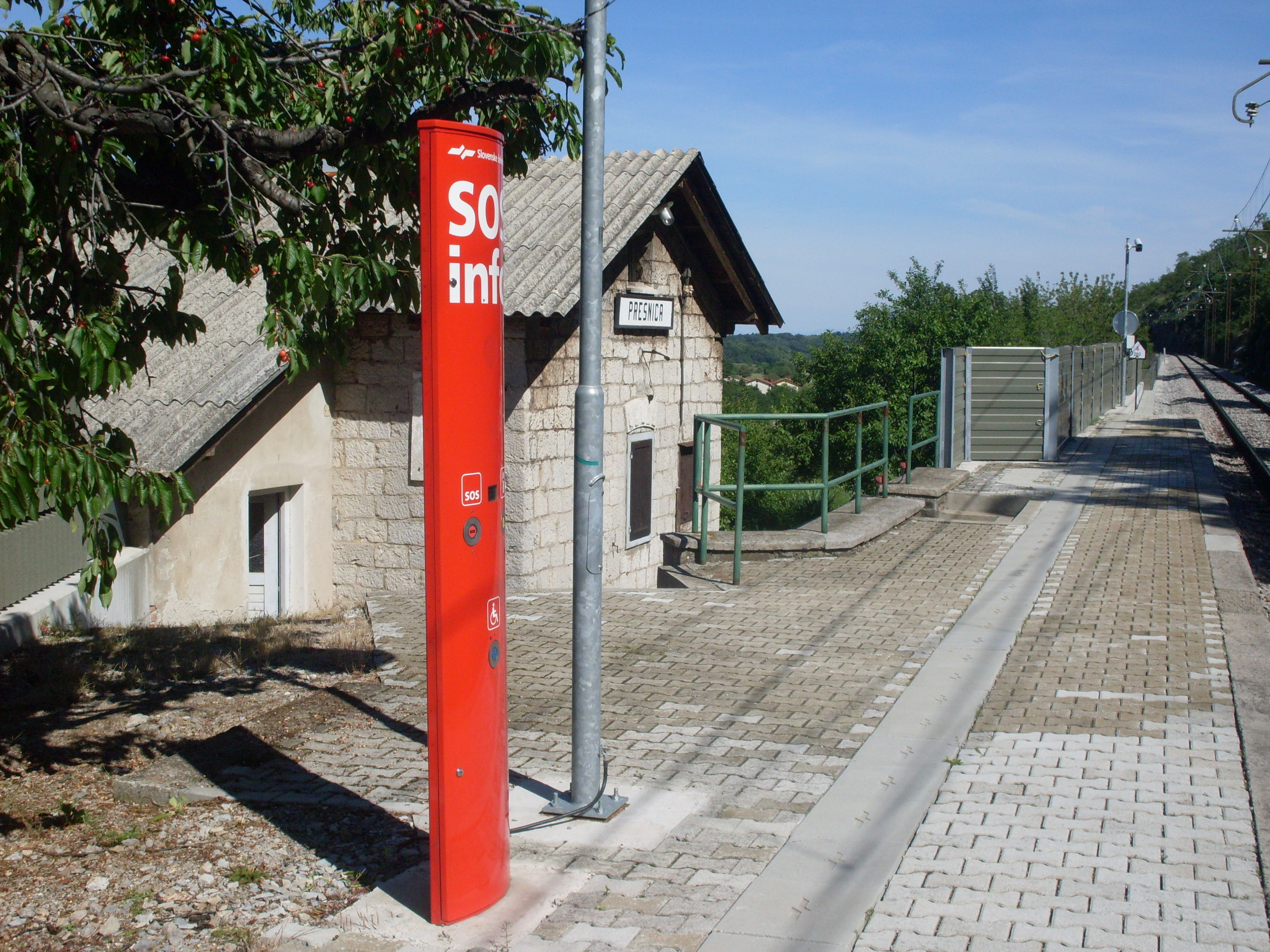
Presnica vasútállomás 2011-ben
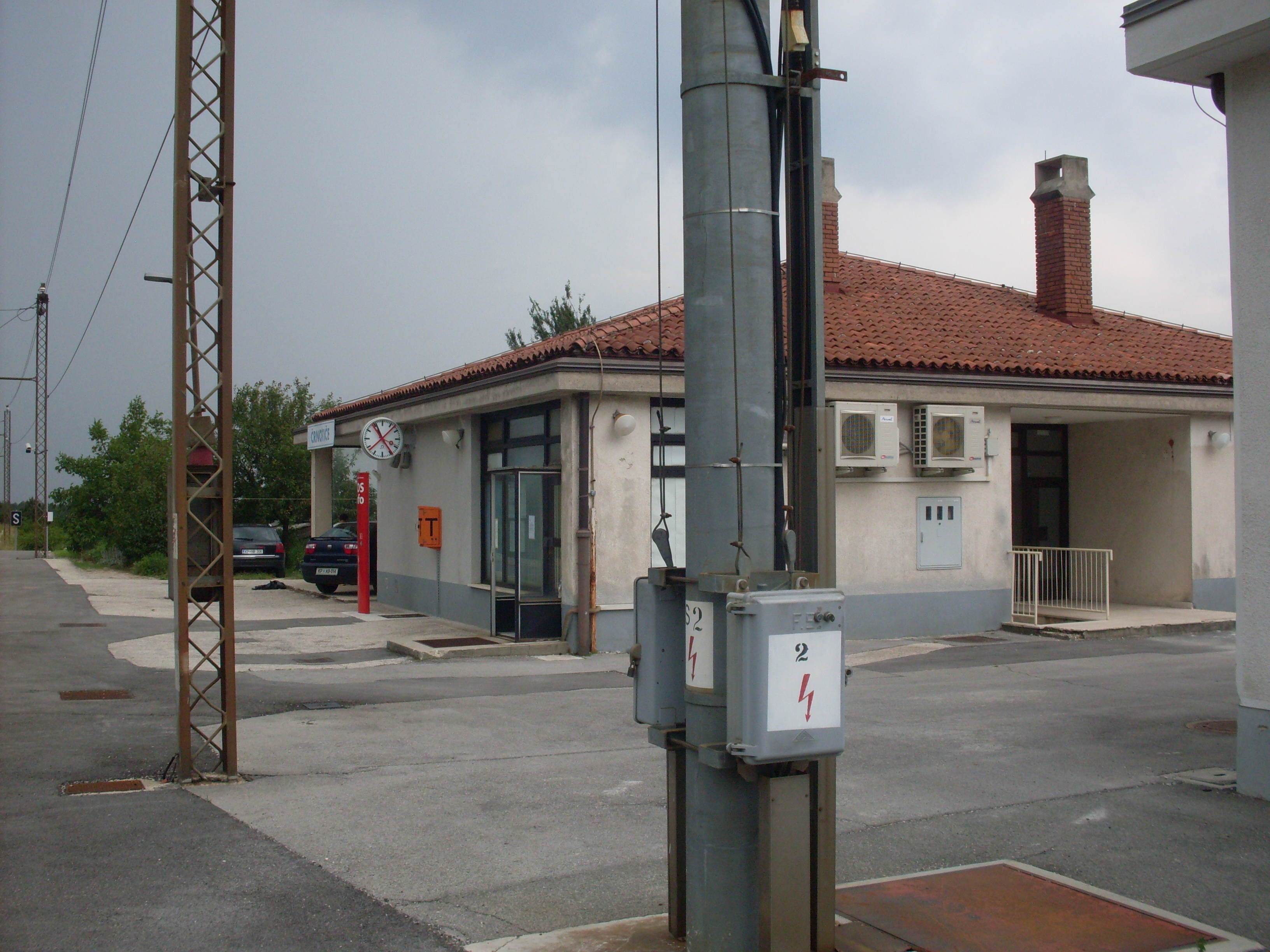
Crnotice vasútállomás 2011-ben
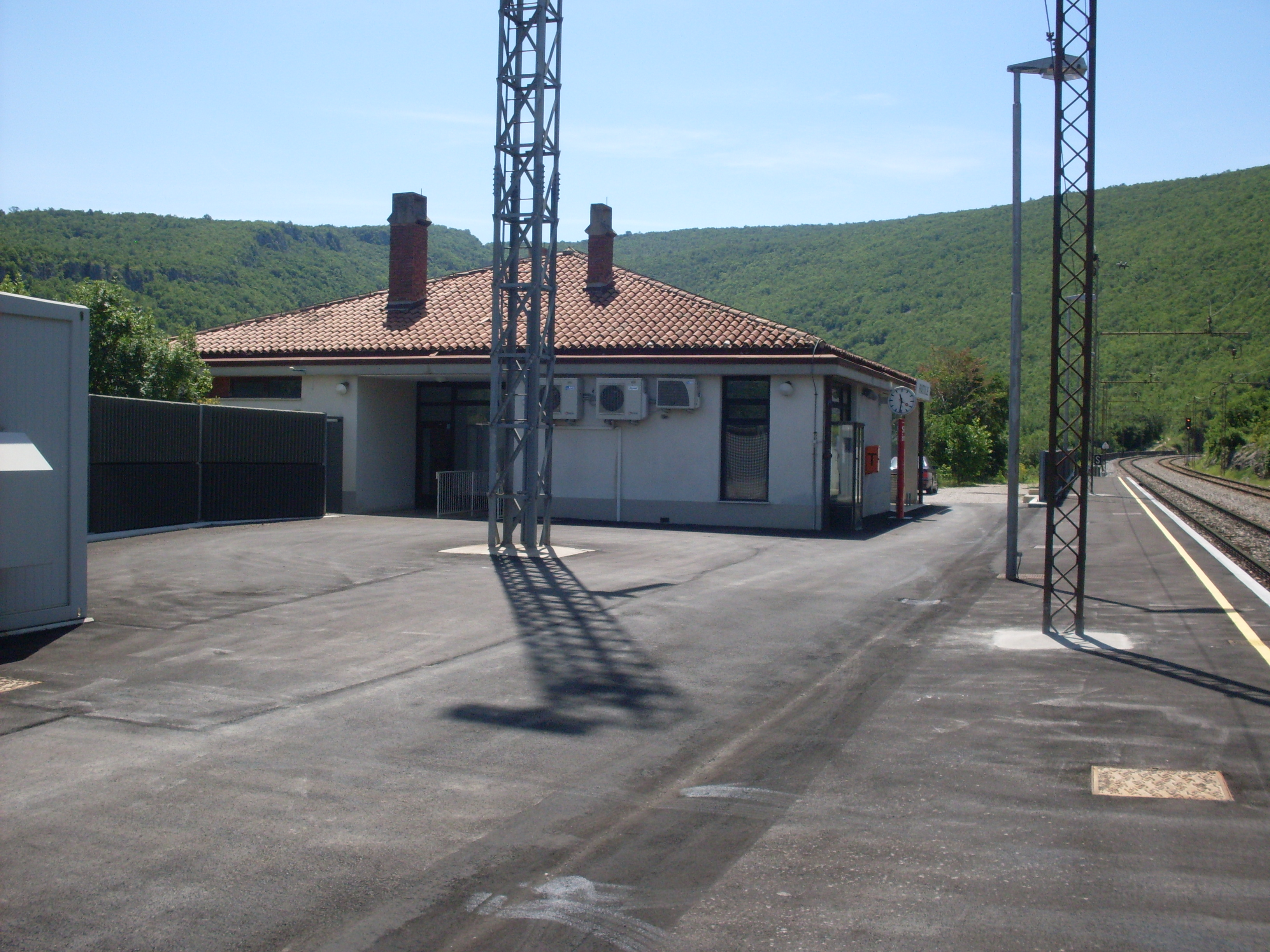
Hrastovlje vasútállomás 2011-ben
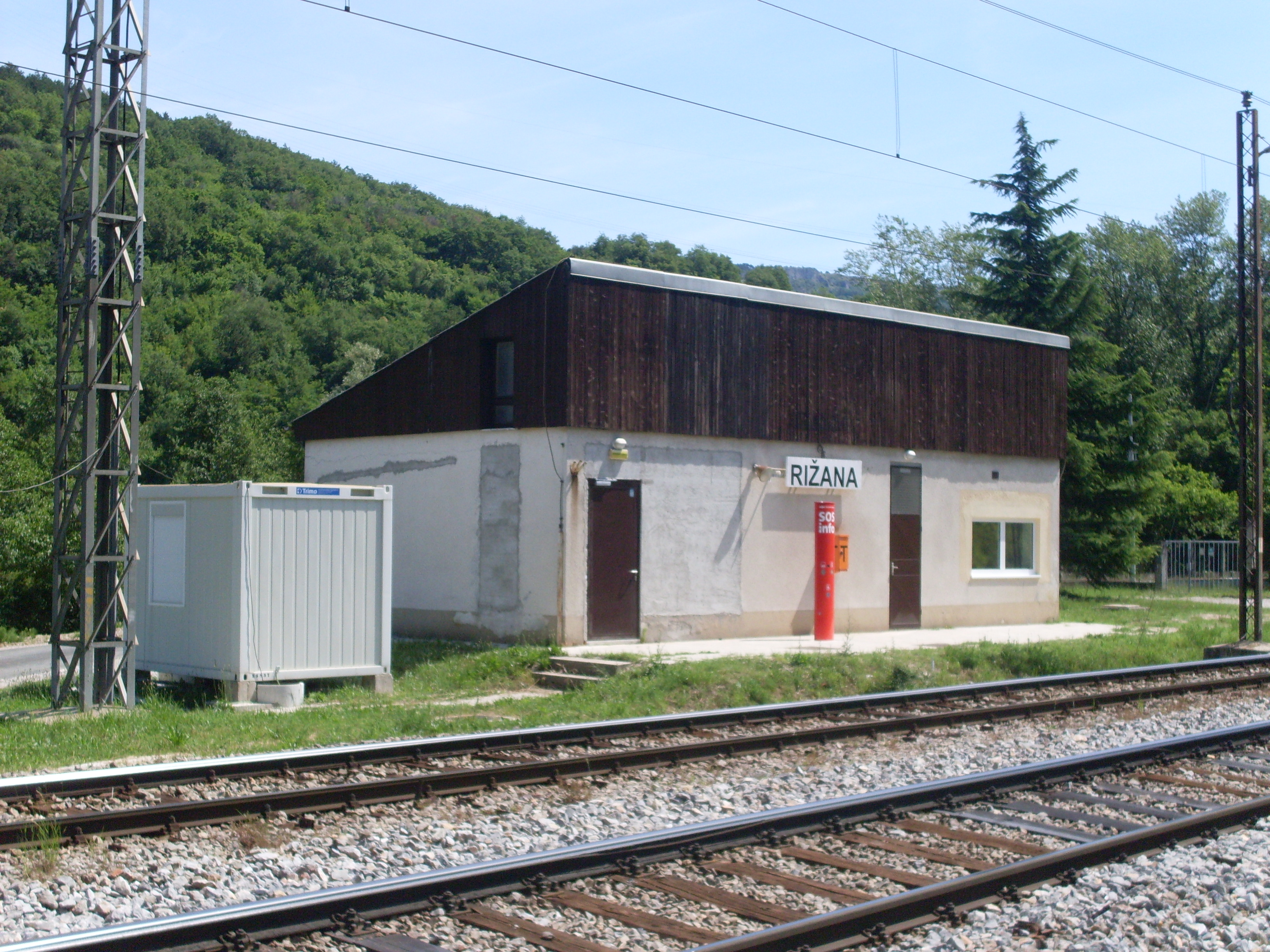
Rizana vasútállomás 2011-ben
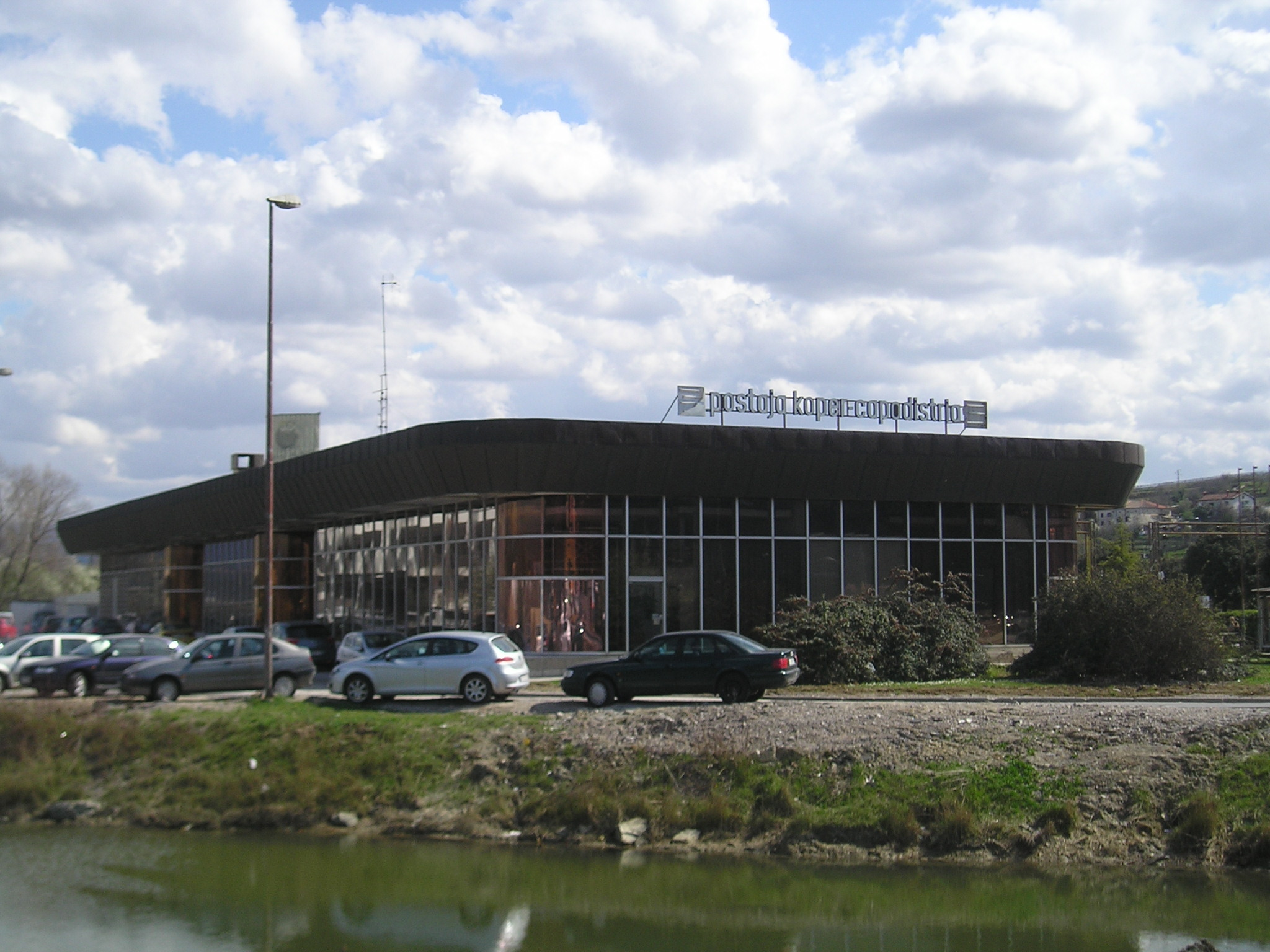
Koper vasútállomás 2010-ben